# Сибилево
Сибилево — деревня в Смоленском районе Смоленской области России. Входит в состав Дивасовского сельского поселения. Население — 6 жителей (2016 год).

## География
Расположена в западной части области в 4 км к северо-западу от Смоленска, в 3 км южнее автодороги М1 «Беларусь», на берегу реки Брагинская. В 6 км юго-восточнее деревни расположена железнодорожная станция Смоленск на линии Москва—Минск.

## История
В годы Великой Отечественной войны деревня была оккупирована гитлеровскими войсками в июле 1941 года, освобождена в сентябре 1943 года.